# Гертер, Ульрих
Ульрих Гертер (нем. Ulrich Herter, род. 24 марта 1952, Ройтлинген) — немецкий музыкант, композитор и музыкальный продюсер. Также известен под псевдонимом Джеймс Гертер.

## Биография
В 1977 году Гертер основал музыкальный коллектив Zombie Woof, где он был вокалистом, гитаристом и играл на синтезаторе. В том же году музыканты выпустили первый альбом Riding On A Tear.
В 1982 году Ульрих написал текст к песне «Sternenhimmel» немецкого музыканта Hubert Kah. Песня стала хитом, в немецком чарте она продержалась 22 недели, достигнув второй строчки, а сингл получил в Германии золотой статус. В том же году Гертер и Йоахим Гайзер основали NDW-группу Kiz, их песня «Die Sennerin vom Königsee», написанная Гертером, стала хитом и заняла третьи строчки в чартах Германии, Австрии и Швейцарии, продержавшись там 13, 12 и 6 недель соответственно.
В 1985 году Ульрих Гертер и Томс Дёрр образовали группу Two of Us, в составе которой они выпустили три успешных сингла: «Blue Night Shadow», «Two of Us» и «Generation Swing».
В 1986 году Гертер участвовал в написании песни «Innocent Love» немецкой певицы Сандры, ставшей хитом по всей Европе.
В 2000 году Гертер продюсировал сингл «Suzy» и альбом For Sale немецкой поп-рок-группы Fool's Garden совместно с гитаристом группы Фолькером Хинкелем.

## Дискография
| - Riding On A Tear (1977) - Vom Königssee In Ferne Länder (1983) | - Twice As Nice (1985) - Inside Out (1986) |